# Manuel Alcántara Gusart
Manuel Alcántara Gusart (Barcelona, España, 5 de febrero de 1892 - México, septiembre de 1981) fue un profesor, periodista y promotor cultural español. Hizo estudios primarios, de comercio e idiomas, y alternó su trabajo como empleado de operador de bolsa del Banco Transatlántico Alemán y como articulista y crítico de teatro y artes plásticas en los diarios El Día Gráfico y La Noche. También era afiliado a la Unió Catalanista. De 1919 a 1936 fue secretario de la Agrupación Industrial del Caucho de España.
En 1923, año de su fundación, ingresó en la Unió Socialista de Catalunya (USC) y fue encarcelado durante la dictadura de Primo de Rivera. Durante la Segunda República Española fue administrador de la Casa de la Caridad y profesor de contabilidad y estadística (1932-1934) y de organización y régimen local (1935-1939) en la Escuela de Administración Pública de Cataluña (1935-1939). En 1936 se afilió al CADCI y a la UGT.
Durante la Guerra Civil Española fue representante de la Generalidad de Cataluña en los organismos internacionales de ayuda a los refugiados. Al terminar la guerra se exilió en Francia, donde, tras estar encerrado un tiempo en el campo de concentración de Argelès-sur-Mer se estableció en Perpiñán. Desde allí se marchó a Montpellier, donde fue uno de los organizadores de la Residencia de Intelectuales Catalanes hasta 1941, año en el que se marchó a México con su esposa a bordo del barco Quanza. Allí fue gerente de la editorial Misrachi hasta que se jubiló.
En el exilio en México fue uno de los animadores de la Comunidad Catalana de México, miembro del Orfeón Catalán de México, y organizador y secretario del patronato de los Juegos Florales de la Lengua Catalana en el exilio con Luis Nicolau d'Olwer y Pedro Bosch. Fue colaborador habitual de las revistas Quaderns de l'exili, Pont Blau, Xaloc y La Nostra Revista. Participó en la Conferencia Nacional Catalana de 1953 y apoyó el Consejo Nacional Catalán, del que fue vocal en México hasta su muerte.